# 卡巴納爾鎮區 (阿肯色州卡羅爾縣)
卡巴納爾鎮區（英語：Cabanal Township）是位於美國阿肯色州卡羅爾縣的一個行政鎮區。

## 地方資料
根據2010年美國人口普查的數據，卡巴納爾鎮區的面積為59.52平方千米，當中陸地面積為59.49平方千米，而水域面積為0.03平方千米。當地共有人口381人，而人口密度為每平方千米6人。